# Couronnement de la Vierge de Città di Castello
Le Couronnement de la Vierge de Città di Castello (en italien, Incoronazione della Vergine di Città di Castello) est une peinture religieuse à tempera sur bois attribuée  à Domenico Ghirlandaio réalisée vers 1486 et conservée à la  Pinacothèque communale de Città di Castello en Italie.

## Histoire
Le retable a été peint à Florence dans l'atelier du Ghirlandaio et transportée ensuite en Ombrie. L'œuvre est considérée en grande partie comme un travail d'atelier hors le dessin et quelques finitions. Récemment (Caracciolo 2013), le retable est identifié comme celui présent sur le maître-autel de l'église du monastère Santa Cecilia in Paradiso de Città di Castello. À partir de cette identification, le second saint à partir de la gauche serait saint Paul, tandis que le second de droite, saint Jérôme, vu la proximité du complexe des jésuites, aujourd'hui séminaire.

## Description
L'œuvre représente un épisode de la « Vie de la Vierge Marie » traité dans l'iconographie chrétienne et nommé  le Couronnement de la Vierge.
Outre le Couronnement entouré de chérubins, de séraphins et d'anges musiciens placés dans trois cercles concentriques symbolisant le ciel du Paradis, un deuxième registre expose un autre épisode : en bas parmi les flammèches du Saint-Esprit qui se diffusent, se trouve une série de saints franciscains qui assistent sereinement à la scène, ainsi qu'au centre, quatre saintes femmes agenouillées.